# Konzulat Republike Slovenije v Innsbrucku
Konzulat Republike Slovenije v Innsbrucku je bilo diplomatsko-konzularno predstavništvo (konzulat) Republike Slovenije s sedežem v Innsbrucku (Avstrija); spada pod okrilje Veleposlaništvu Republike Slovenije v Avstriji.
Zadnji častni konzul je bil Josef Höger. Konzulat je bil z odlokom ukinjen 23. februarja 2024.